# 降りてゆく生き方
『降りてゆく生き方』（おりてゆくいきかた）は、2009年に公開された日本映画である。

## 概要
- 様々な絶望や不安が噴出している現代日本で、これまで辿ってきた足し算的な上昇志向に疑問を投げかけることがテーマとなっている。
- 製作陣自らが全国を廻り取材した人々の哲学・実践・言葉などを基に脚本を作り上げた。インタビュー対象は「奇跡のリンゴ」を作った木村秋則などを含め200人に上る。
- 全ての公演が地方の任意団体による自主上映のスタイルで全国公開されており[1]、目立った宣伝やDVDソフト化などを行っていないにもかかわらず口コミで評判が広がり、全国上映の回数はすでに300回以上を数えた10万人以上の観客を動員した[2]。現在も地方を中心に上映が続けられている。
- 2011年10月16日にシンガポールの120 Adam Roadにて初の海外上映、プロデューサーや出演者による講演も同時に行われた[3]。
- 最後のシーン「何だか死ぬの楽しみになってきたなー」は武田のアドリブ。（2012年6月22日「今朝の3枚おろし」より）
- 第21回東京国際映画祭で地域づくりに貢献する映画を集めた「JLMライブステージ」に人と自然の共存を訴える内容の映画として招待された[4]。

## キャスト
- 川本五十六：武田鉄矢
- 森春子：沢田雅美
- 幹村研一：渡辺裕之
- 二宮常一：苅谷俊介
- 石原舞子：大谷允保
- 野中ともよ：野中ともよ
- 三輪あゆ子：石田えり
- 権藤栄作：磯村健治（役名と同じ権藤栄作名義でクレジット）

## スタッフ
- 脚本：森田貴英、倉貫健二郎
- 監督：倉貫健二郎
- 撮影監督・編集：赤川修也
- スペシャル・クリエイター：西崎英明
- 音楽プロデューサー：柴木明浩
- 製作総指揮：森田貴英
- エグゼクティブ・プロデューサー：清水義晴
- 製作・配給：降りてゆく生き方合同会社

## 主題歌
- 「ぼくらのあり方」／熊木杏里[5]